# نادیا اووسو
نادیا آدجوآ اووسو ( انگلیسی: Nadia Adjoa Owusu؛ زادهٔ ۲۳ فوریهٔ ۱۹۸۱) نویسنده و خاطره‌نویس ارمنی‌تبار اهل ایالات متحده آمریکا است.

## زندگی‌نامه
وی در ۲۳ فوریه ۱۹۸۱ در دارالسلام، تانزانیا به دنیا آمد. والدینش آلماس جانیکیان و اوسئی اووسو بودند. جد مادری نادیا در جریان نسل‌کشی ارمنی‌ها از ترکیه گریخته بودند و در نهایت در واترتاون، ماساچوست سکونت گزیدند. اووسو از دانشگاه پیس، کالج هانتر و دانشگاه بینگهمتون فارغ‌التحصیل گشت. وی در سال ۲۰۱۹ به‌خاطر نگارش خاطراتش تحت عناون پس‌لرزه‌ها برنده جایزه ویتینگ شد.